# 藤縄清治
藤縄 清治（ふじなわ せいじ、1893年3月12日 - 1967年4月22日）は、明治から昭和にかけての政治家。

## 生涯

### 少年期
1893年3月12日、新潟県中頸城郡潟町村大字土底浜（現・上越市大潟区土底浜）に、酒造家の藤縄正朔、妻ミカの次男として生まれる。女6人男3人の9人兄弟である。姉には、女子裁縫学校を創設し初代校長となった藤縄ヒサ、改称し、高田実科女学校（共に学校法人古川学園上越高等学校）二代校長となった古川フジなどがいる。藤縄家は代々土底浜の漁師であったが、正朔の代から酒造業を始めた。正朔は、晩酌のかたわらに藤縄たちを呼び、「人間、生を受けたからには、自ら働き、自らの手で業を興せ。決して人に頼ってはならない。」また、「下手な学問をするな。独立自尊を座右の銘とせよ。」とよく言って聞かせた。そんな正朔も、上6人が女で、しかも正がわずか3歳で夭折してしまい、家業を諦めかけていた時、藤縄が誕生した。その後、一女生まれ、三男三治が生まれたが、藤縄は家の跡取りであるため、かわいがりようは格別であった。
そのせいか、後年の手腕家藤縄も、子供のころはまことに気の弱いお坊ちゃんであった。犀潟尋常高等小学校時代は、自宅と学校が地続きだったこともあったためか、学校で友達に何か言われるとこっそりと抜けだしてきてしまう。そして横に倒して乾燥中の酒造りの大桶の中に隠れ、一人泣きじゃくっていた。その度に姉たちになだめられて元気を取り戻すというありさまだったという。この泣き虫のお坊ちゃんが、いずれ県議会議長や大潟町の発展に尽くすとはこの時誰も想像できなかったであろう。

### その後
新潟県立高田中学校（現：新潟県立高田高等学校）を卒業したが、病弱のため大学に進学することができなかった。それで、家業の酒造業を継いだ。やがて政界に進出し、潟町村会議員、同村長、新潟県会議員、同議長となった。
清治が政治家として大潟町に尽くした功績は多数ある。なかでも新堀川の排水工事を完備したことや、京都から第一工業製薬株式会社を誘致、また、町内に帝国石油株式会社に天然ガスや油田を開発させたことにより、大潟町の名を世間に轟かせた。